# Пэнтлинг, Роберт
Роберт Пэнтлинг (англ. Robert Pantling, 1856 — 1910) — британский ботаник.

## Биография
Роберт Пэнтлинг родился в 1856 году.
Пэнтлинг работал в Индии. Он был экспертом в области индийских орхидей.
Роберт Пэнтлинг умер в 1910 году.

## Научная деятельность
Роберт Пэнтлинг специализировался на семенных растениях.

## Почести
Род Pantlingia был назван в его честь.